# Oreodera neglecta
Oreodera neglecta là một loài bọ cánh cứng trong họ Cerambycidae.